# Învățătoarea
Învățătoarea este un film românesc din 2010 regizat de Mirel Ilieșiu.